# Erwin Hinrichs

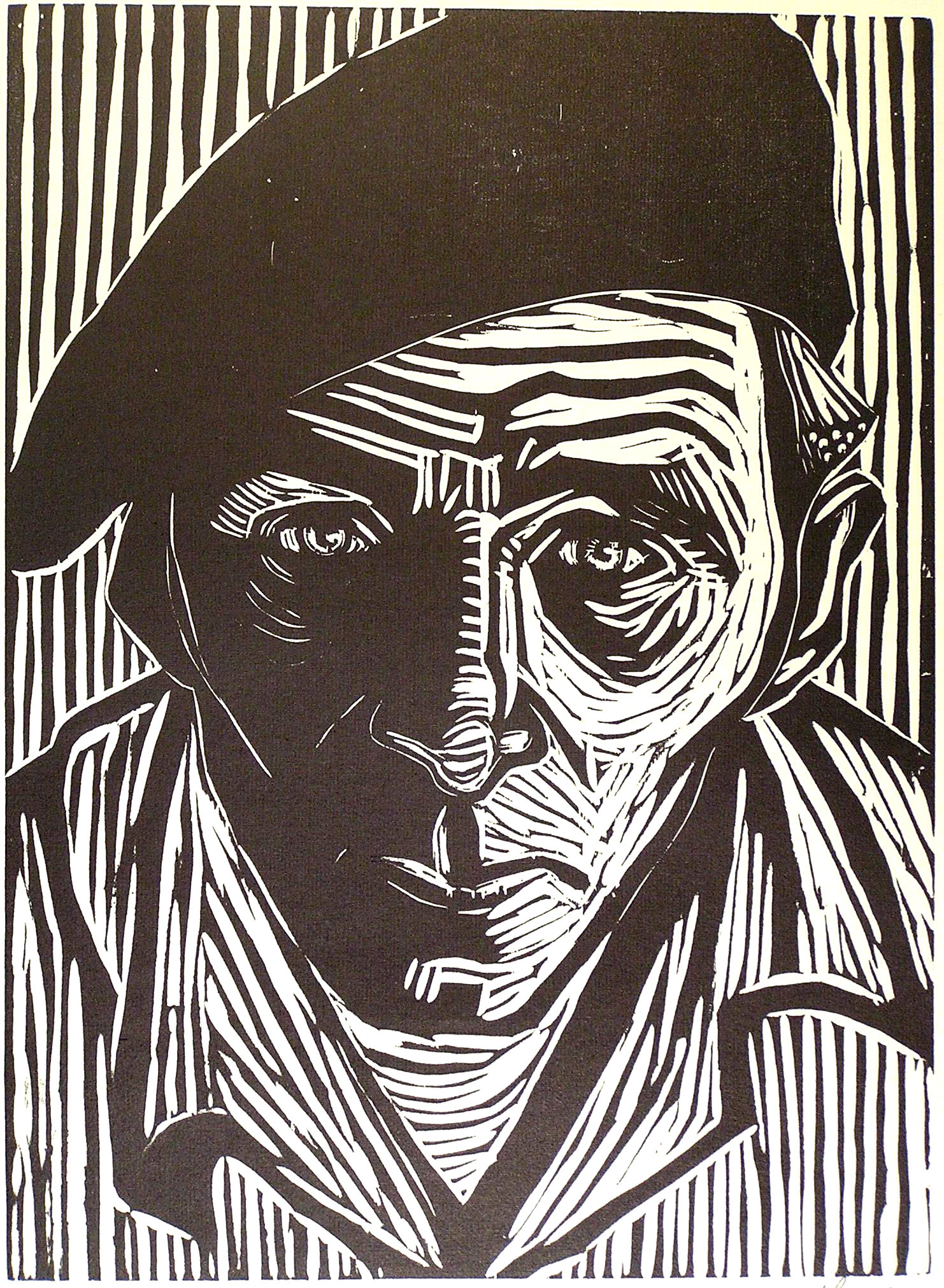
Selbstbildnis des Malers Erwin Hinrichs, 1951; Holzschnitt

Der Kunstmaler Erwin Hinrichs (* 20. August 1904 in Schleswig; † 13. April 1962 in Rendsburg) gilt als einer der letzten Vertreter des schleswig-holsteinischen Spätexpressionismus. Neben Niko Wöhlk (1887–1950) und Leonore Vespermann (1900–1974) zählt er zu den bedeutendsten Malern dieser Stilrichtung, die als „faszinierende Nachblüte des Expressionismus in Schleswig-Holstein zu beobachten“ war.

## Jugend und Ausbildung
Erwin Hinrichs war das erste von vier Kindern des Sparkassendirektors Volquard Hinrichs und seiner Frau Emma Hinrichs, geb. Carstens. Seine Kindheit und Jugend verbrachte er bis zum 15. Lebensjahr in Schleswig, danach in Rendsburg. Erste künstlerische Anregungen erhielt er als Jugendlicher durch Niko Wöhlk und Hans Holtorf, die älteren Freunde aus dem „Schleswiger Wandervogel“. Nach dem Abitur ging Hinrichs 1924 nach München und studierte in den Winterhalbjahren an der Malschule Hans Hofmann Akt, Zeichnen, Porträt, Stilllebenmalerei und figürliche Komposition. Während der Sommermonate malte er jeweils an der Nordseeküste oder er bildete sich an der Flensburger Förde bei Hans Holtorf fort. 1927 verbrachte er längere Zeit in Italien, vorwiegend in Forio auf Ischia. 1929 kehrte er vorläufig nach Rendsburg zurück.

## Als freischaffender Künstler 1929 bis Kriegsende

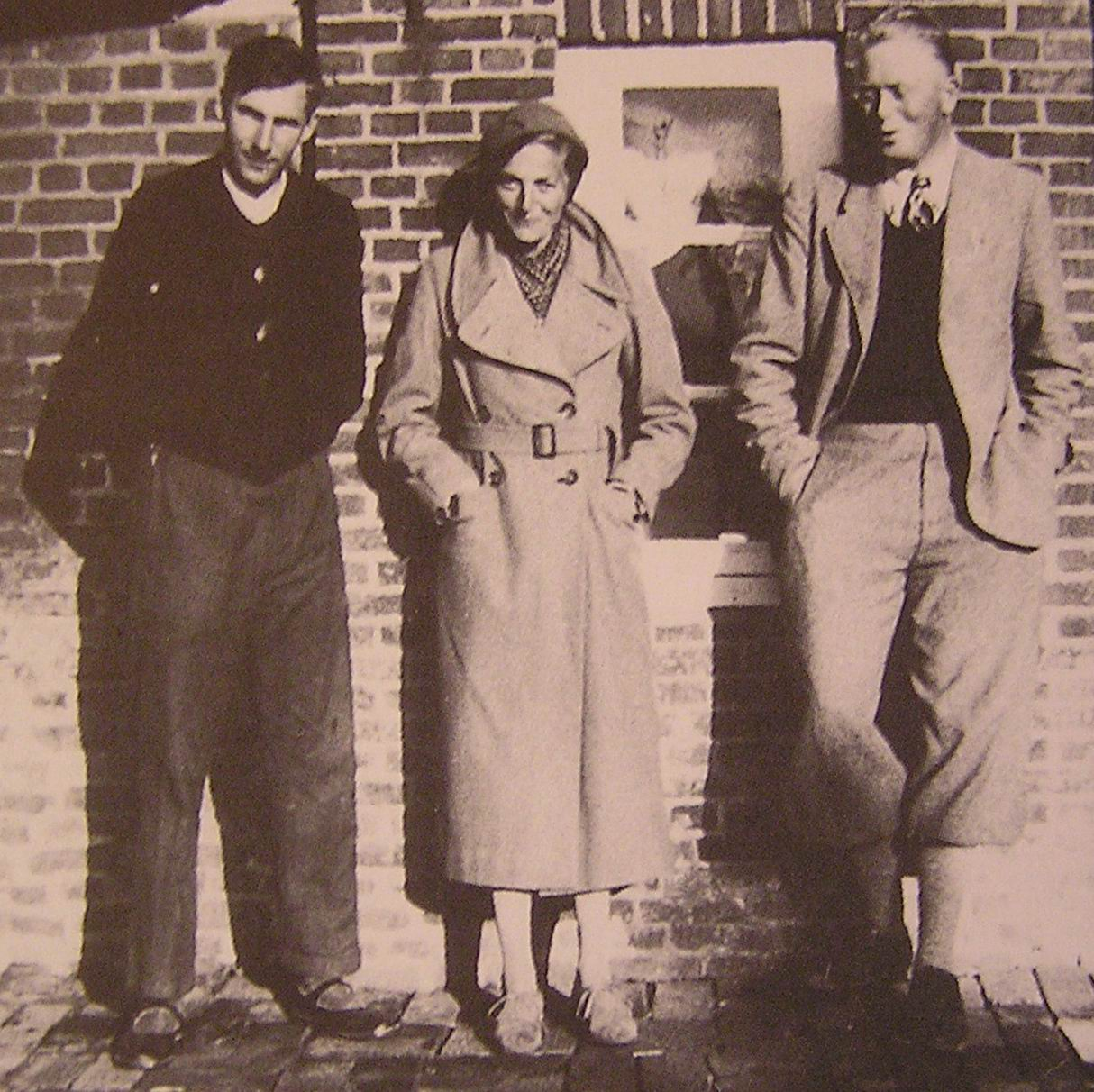
Werkgemeinschaft Kieler Künstler 1938 mit (von links): Erwin Hinrichs, Leonore Vespermann und Hans Rickers

Ab 1932 wurden Hinrichs' Werke regelmäßig ausgestellt und erhielten überwiegend positive Beurteilungen. Um diese Zeit schloss er sich mit der Malerin Leonore Vespermann und dem Maler Hans Rickers, beide aus Kiel, zur Aquarellgruppe der Werkgemeinschaft Kieler Künstler zusammen. 1938 kam noch Erich Duggen hinzu. Die Kieler Werkgemeinschaft existierte bis zum Ausbruch des Krieges. Die Künstler arbeiteten häufig gemeinsam, vor allem an der Nordsee auf der Halbinsel Eiderstedt. Die Arbeitsergebnisse wurden auf Gemeinschaftsausstellungen in Liegnitz, Kiel, Hamburg und Wilhelmshaven gezeigt. Nach 1933 waren Hinrichs und die anderen Maler der Kieler Werkgemeinschaft zunächst wenig beeinträchtigt und Hinrichs konnte seine Arbeiten in Einzelausstellungen in Braunschweig, Hamburg und Berlin noch unbehelligt zeigen. Dies änderte sich ab ca. 1937; eine Einzelausstellung in Berlin bei der Galerie von der Heyde musste 1937 kurz vor der Eröffnung wegen „Entartung“ wieder abgehängt werden. Dies wiederholte sich 1939: ein Teil der vorgesehenen Werke wurde wegen „Entartung“ nicht zugelassen. Während der gesamten Kriegszeit von 1939 bis 1945 war Hinrichs Flaksoldat und fast ohne jede Möglichkeit zu künstlerischer Betätigung.
Kurz vor Kriegsausbruch lernte Hinrichs Karl Schmidt-Rottluff kennen. Daraus entstand ein bis in die Nachkriegszeit anhaltender Briefwechsel und ein Austausch einiger Aquarellarbeiten. Der Briefwechsel sowie zwei von Schmidt-Rottluff Erwin Hinrichs überlassene Aquarelle wurden nach Hinrichs' Tod vom Landesmuseum Schleswig-Holstein übernommen.

## Nachkriegszeit
Nach seiner Rückkehr aus englischer Kriegsgefangenschaft arbeitete Hinrichs wieder als freischaffender Künstler. Wie andere Künstler der „Verschollenen Generation“ blieb er dabei aber ohne großen Erfolg und nahm schließlich eine Stelle als Kunsterzieher an der Rendsburger Waldorfschule an, zumal er mittlerweile Familienvater war und vier Kinder hatte. Mit seiner Frau Anna Marie, geb. Rosenstein (1910–1991), war er seit 1939 verheiratet. 1962 starb er im Alter von knapp 58 Jahren an einer Lungenentzündung. Nach seinem frühen Tod geriet Erwin Hinrichs zunächst in Vergessenheit. Erst in den späten 1970er Jahren gelang es, die Öffentlichkeit wieder auf den in Schleswig geborenen Maler hinzuweisen und eine Reihe von neuen, bis dahin übersehenen Aspekten in seinem Gesamtwerk sichtbar zu machen. Eine große Retrospektive seines Schaffens wurde 1980 im Städtischen Museum Schleswig gezeigt.

## Zum Werk des Künstlers

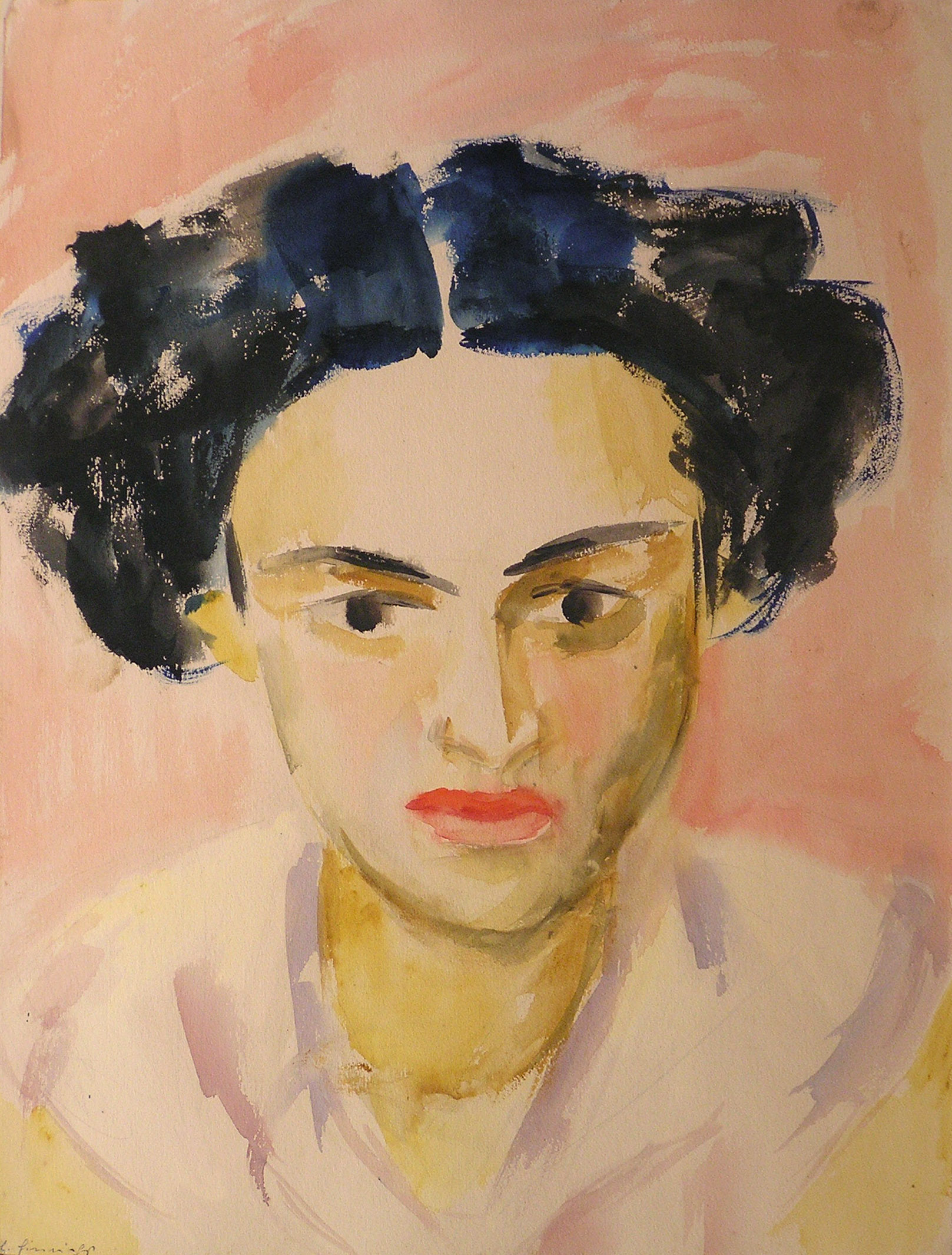
Suzanne Sanielevici, Aquarell, 1927
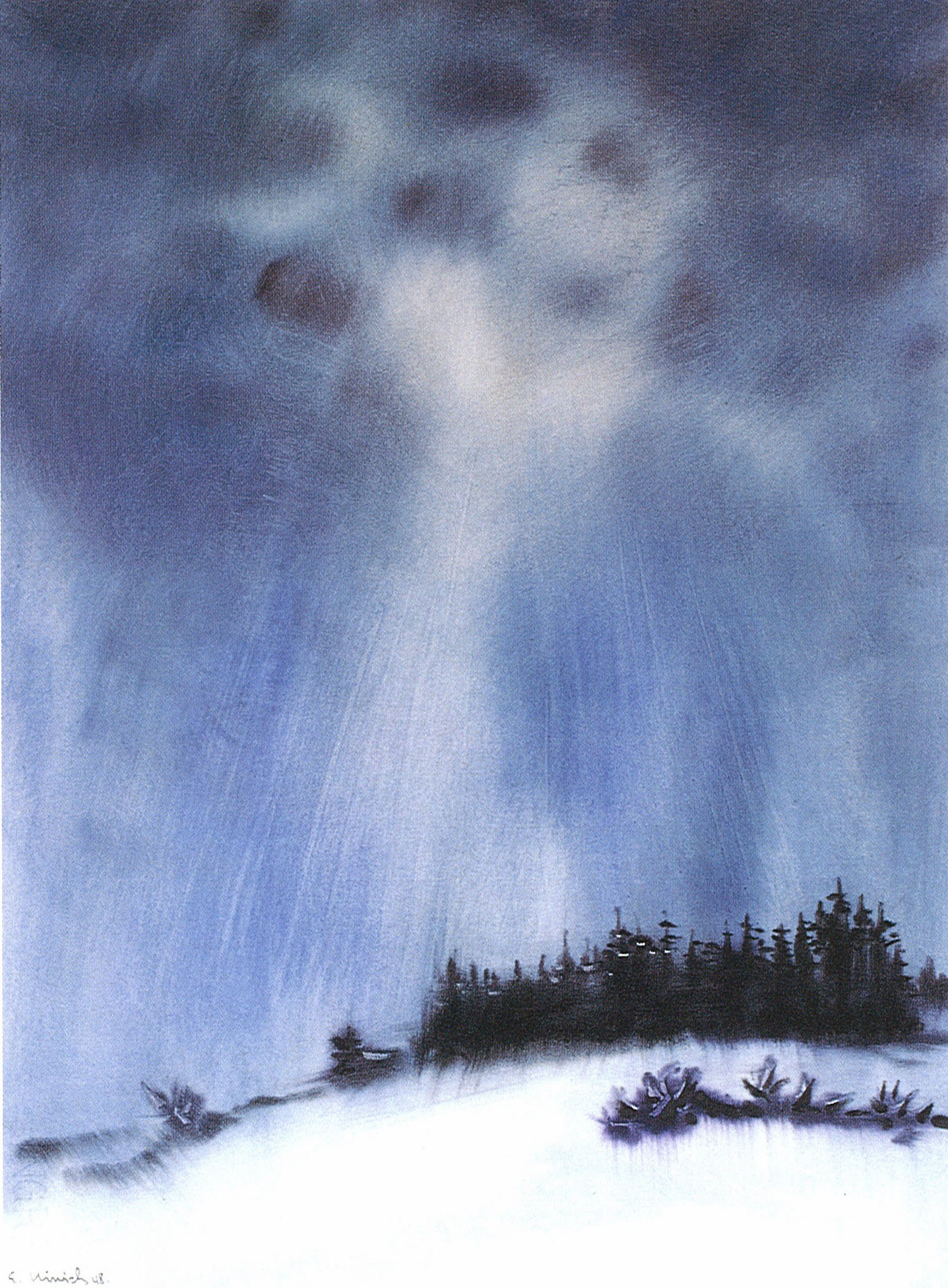
Mondnacht im Winter, Aquarell, 1948
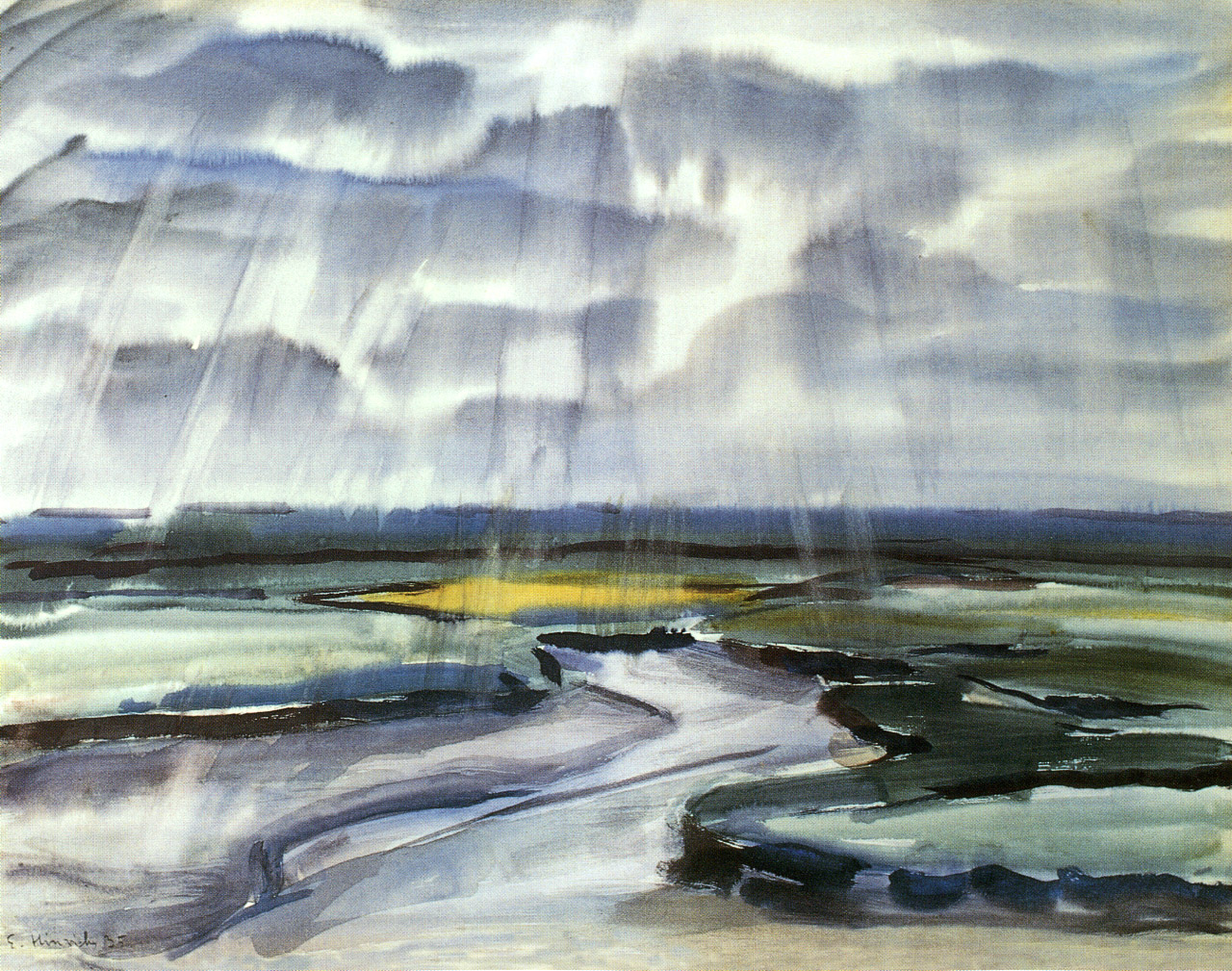
Im Vorland, Aquarell, 1935
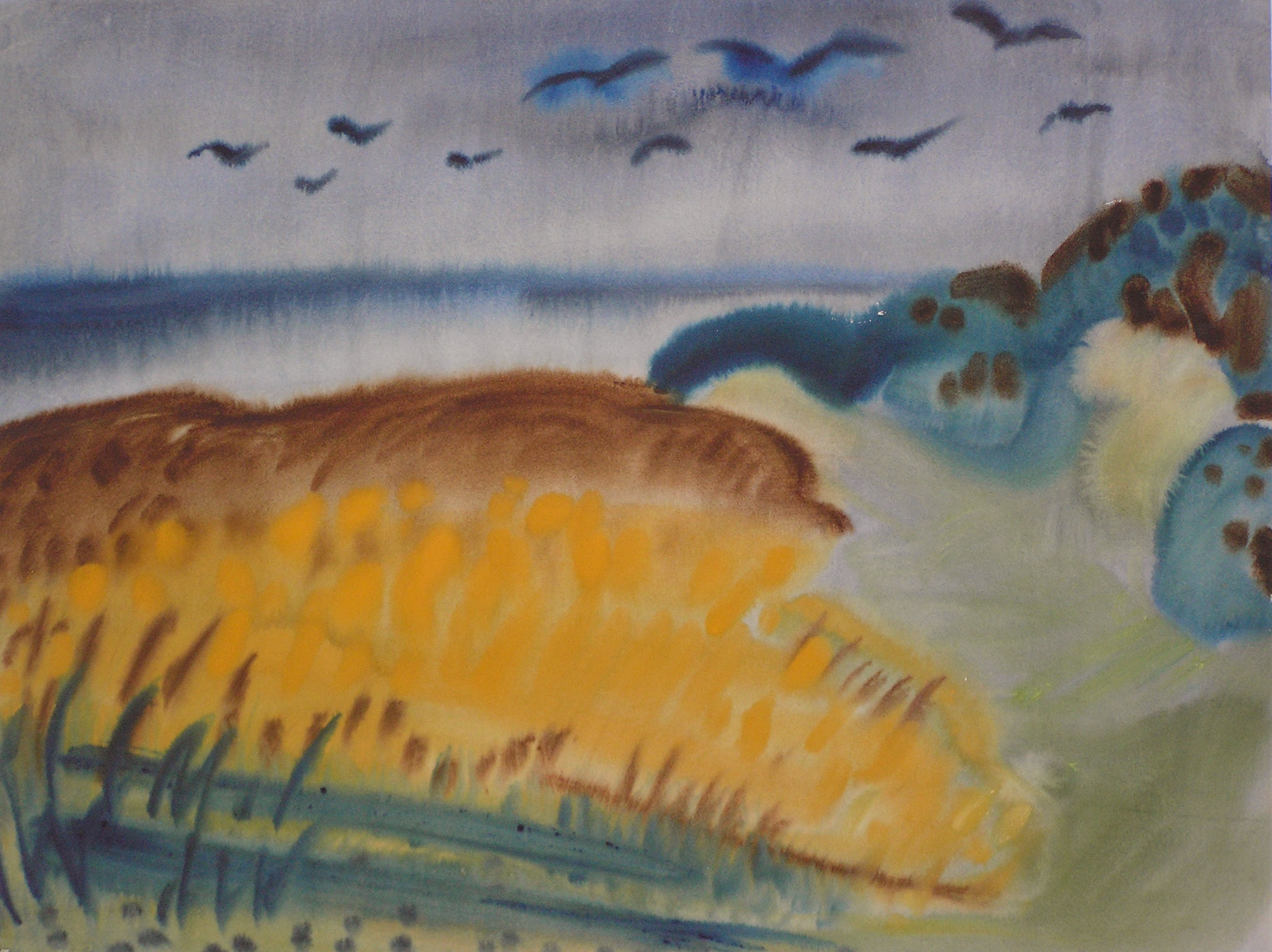
Kornfeld am Wasser, Aquarell, 1951
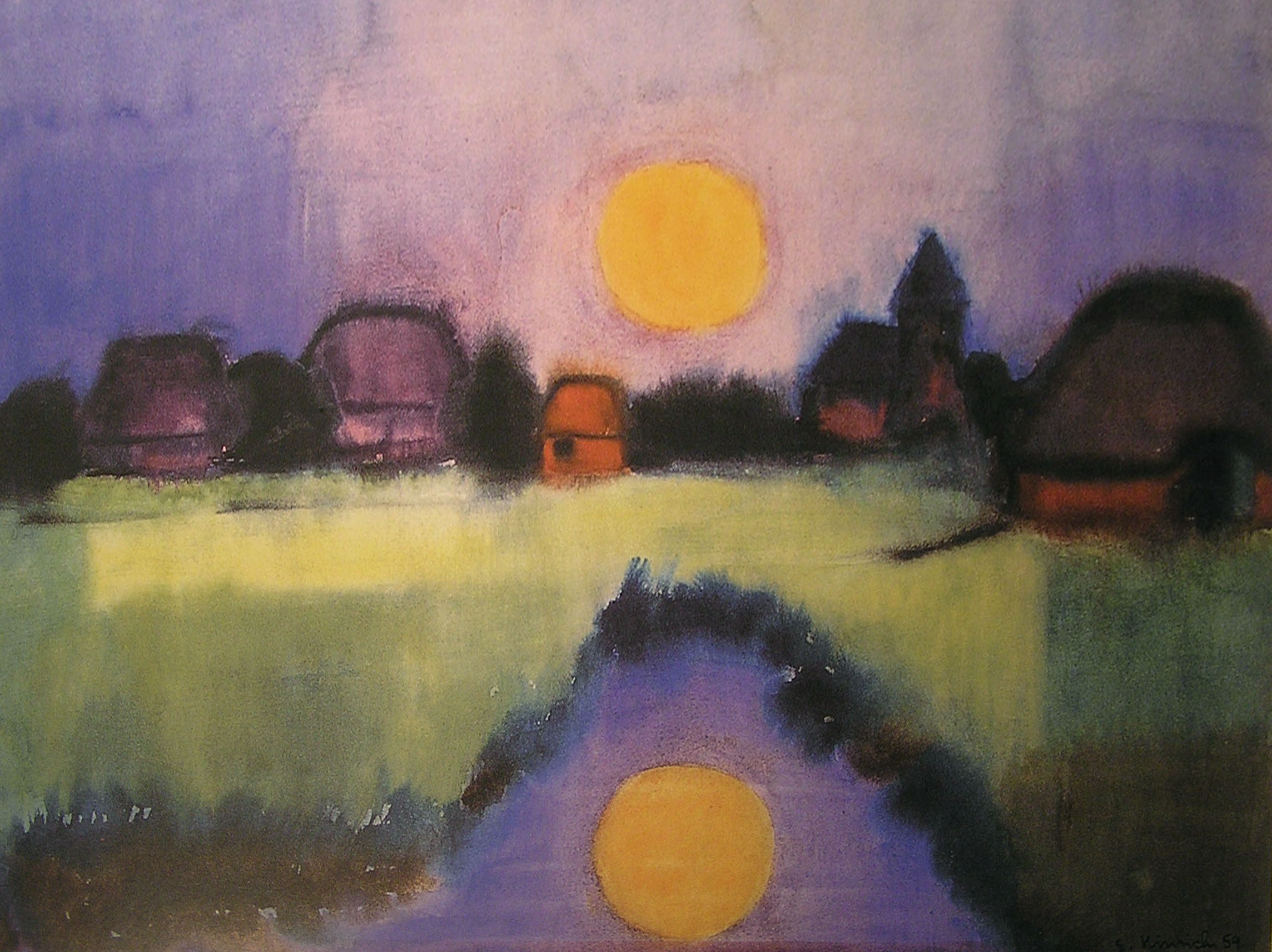
Mondaufgang in Westerhever, Aquarell 1959

Als Maler von Landschaftsaquarellen ist Hinrichs landläufig bekannt gewesen. Seine stark farbigen nass in nass gemalten Blätter zeichnen sich durch ausgewogene Komposition und einen intensiven Ausdruck des Atmosphärischen aus. Gerade die Ästhetik des Feuchten, Dunstigen, Nassen, die in hohem Maße die Landschaft Schleswig-Holsteins prägt, findet in Hinrichs’ Aquarellen ihren sicheren Ausdruck. Viele seiner Landschaftsbilder sind von einer nachdrücklichen Heiterkeit. Doch der Maler Hinrichs war alles andere als heiter. Er litt vielmehr unter seiner Berufung zum bildenden Künstler. Deutlich zeigt sich das neben seinen Rötelskizzen und Selbstporträts im Holzschnitt „Der Blick zurück“ von 1946, der einen Geisterseher zeigt, den die eigene Sehergabe zutiefst erschreckt und dessen Gesichtsausdruck die Erfahrung des zurückliegenden Krieges zu spiegeln scheint. Hinrichs' Neigung zur Schwermut zeigte sich im Alltag gerade dann, wenn ihm der künstlerische Ausdruck nicht gelingen wollte oder aus äußeren Gründen verwehrt blieb, denn in seiner Zeit als Kunsterzieher kam er nur in den Ferien zum Malen. Dann aber fuhr er regelmäßig an die Nordsee. Auf der Insel Pellworm entstanden die meisten seiner späten Aquarelle. Dünen, Watt, Wasser und Wolkenformationen waren sein bevorzugtes Motiv, das er in einer enormen Variationsfülle von Farbnuancen und Formen malte, von zartem Grau in Grau als einziger Farbe im Bild über Deichlandschaften in satten Grün-Tönen bis zu Abendstimmungen in leuchtendem Orange. Auch die aus dem 13. Jahrhundert stammende „Alte Kirche“ auf Pellworm diente ihm häufig als Motiv. Daneben entstanden Holz- und Linolschnitte wie etwa die Stücke „Alter Friese“, „Mädchen im Wind“, „Seehundfischer“, „Norne“ und das obige Selbstporträt. Aus einer früheren Schaffensperiode vor dem Krieg stammen die erwähnten Rötelzeichnungen („Der Schnitter“, „Bootssteg“, „Elfriede mit Hut“, „liegendes Mädchen“ etc.). Das „Mädchen im Wind“ (ca. 30 cm Höhe) schnitzte er auch als Skulptur in Holz, ebenso wie „Susanna im Bade“ und die Dreiergruppe des "sterbenden Soldaten". Zahlenmäßig geringer im Gesamtwerk vertreten, aber nicht weniger charakteristisch für seinen Malstil sind die Ölbilder von Hinrichs. Zu nennen sind hier „Mein Bruder Günther“, verschiedene „Blumenstillleben“, „Die Kriegsgefangenen“, „Verwaiste Pferde“, „Alter Haubarg“ und weitere.

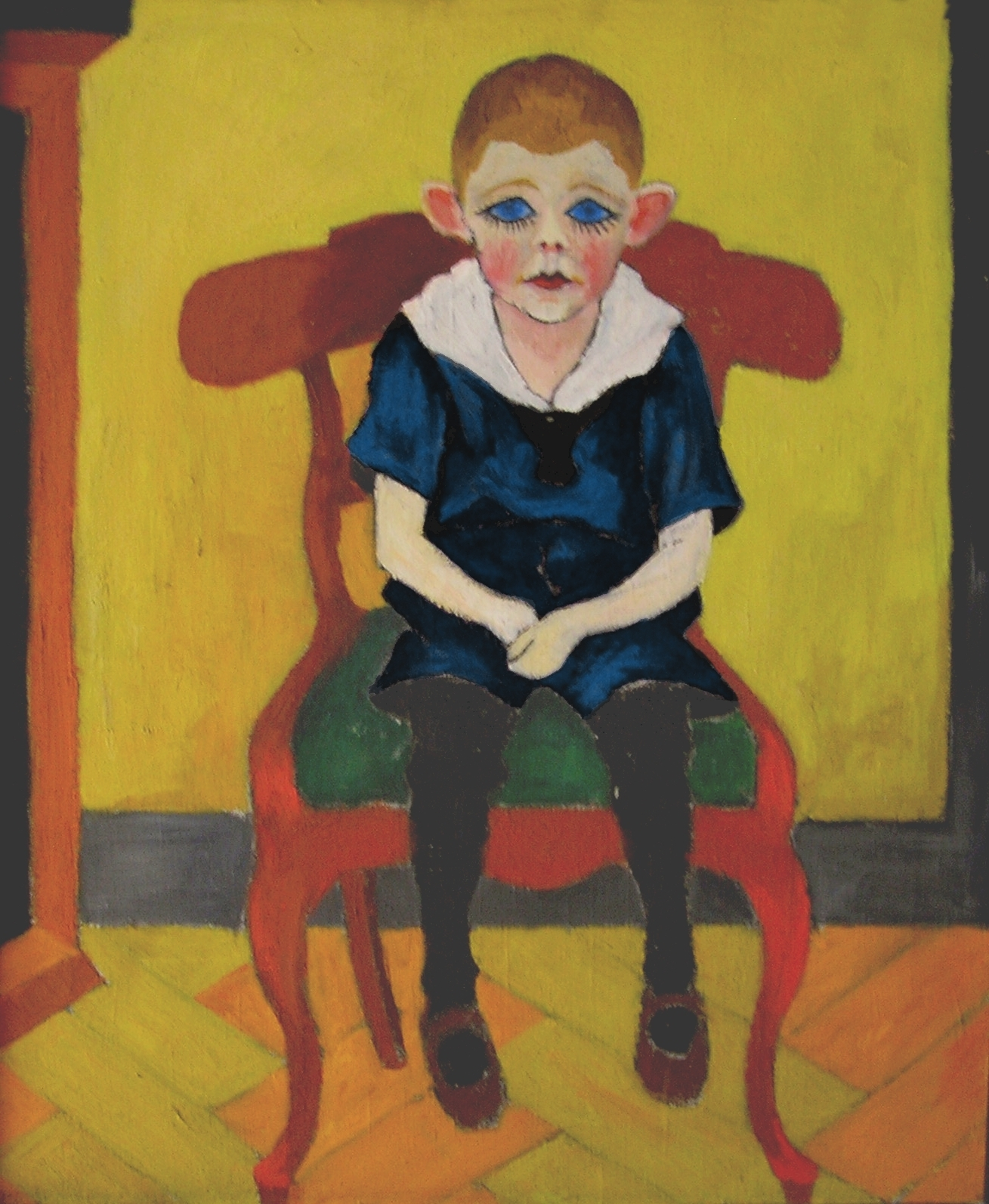
Mein Bruder Günther, Öl, 1925
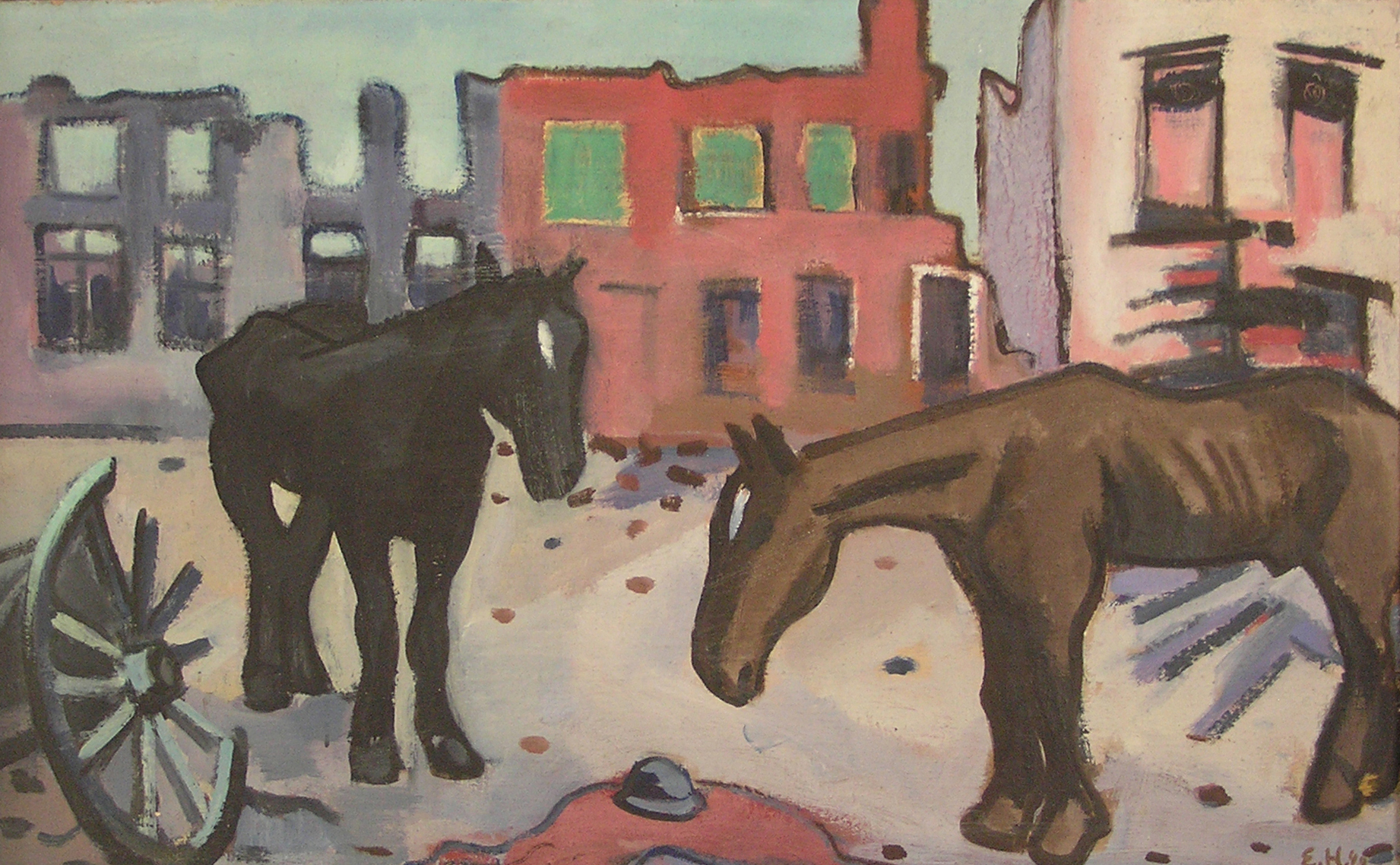
Verwaiste Pferde, Öl, 1949
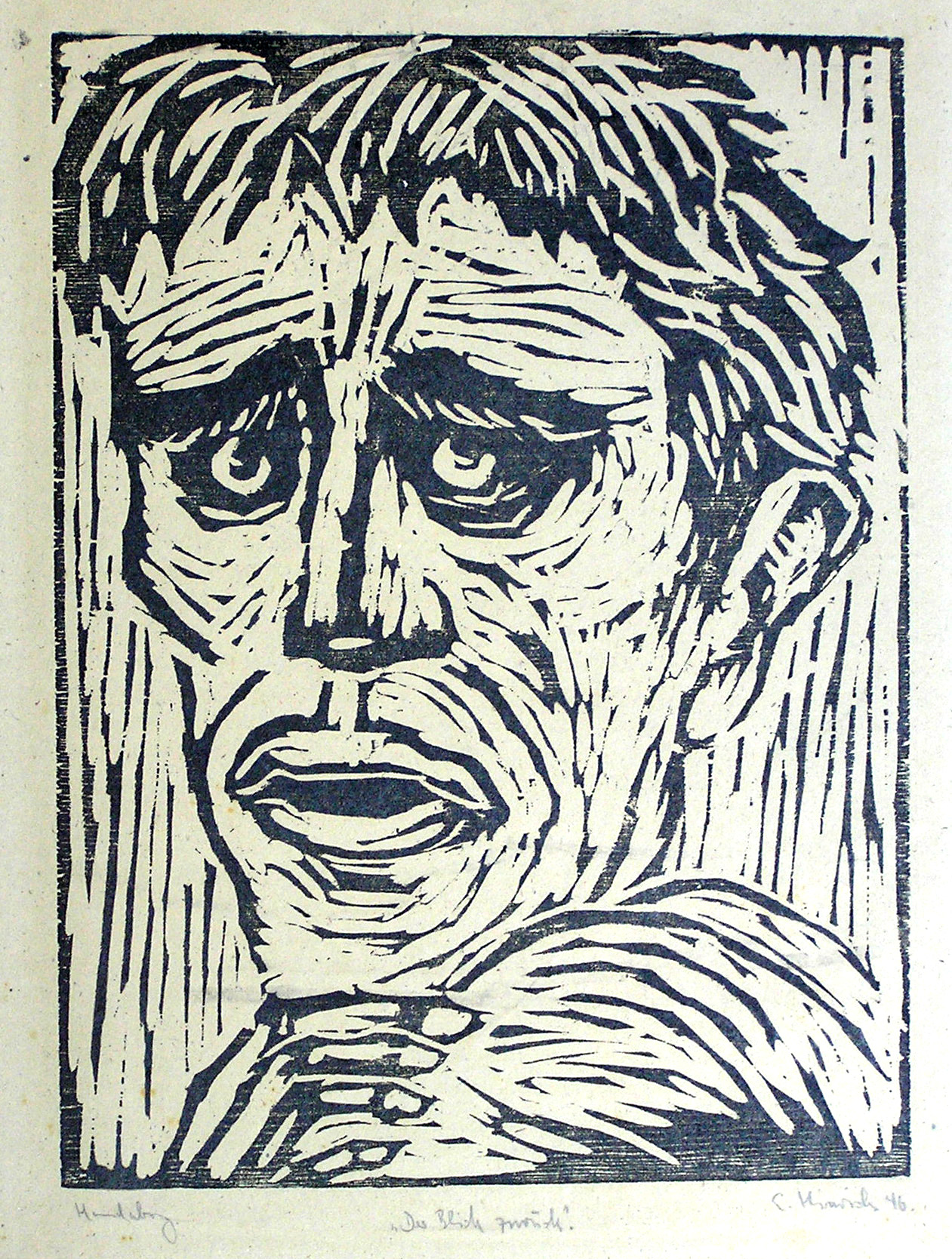
Der Blick zurück, Holzschnitt, 1946
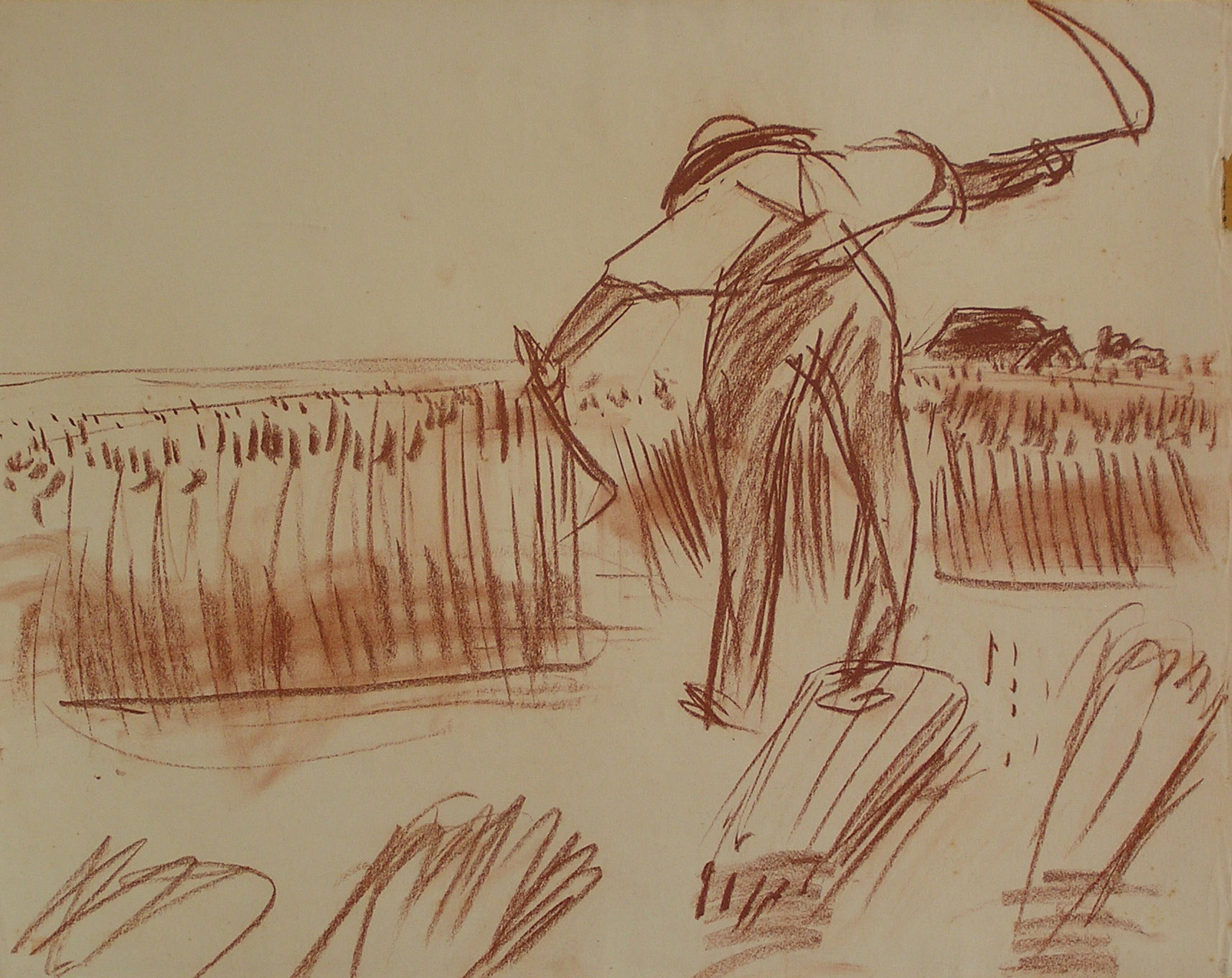
Schnitter, Rötelzeichnung, 1931
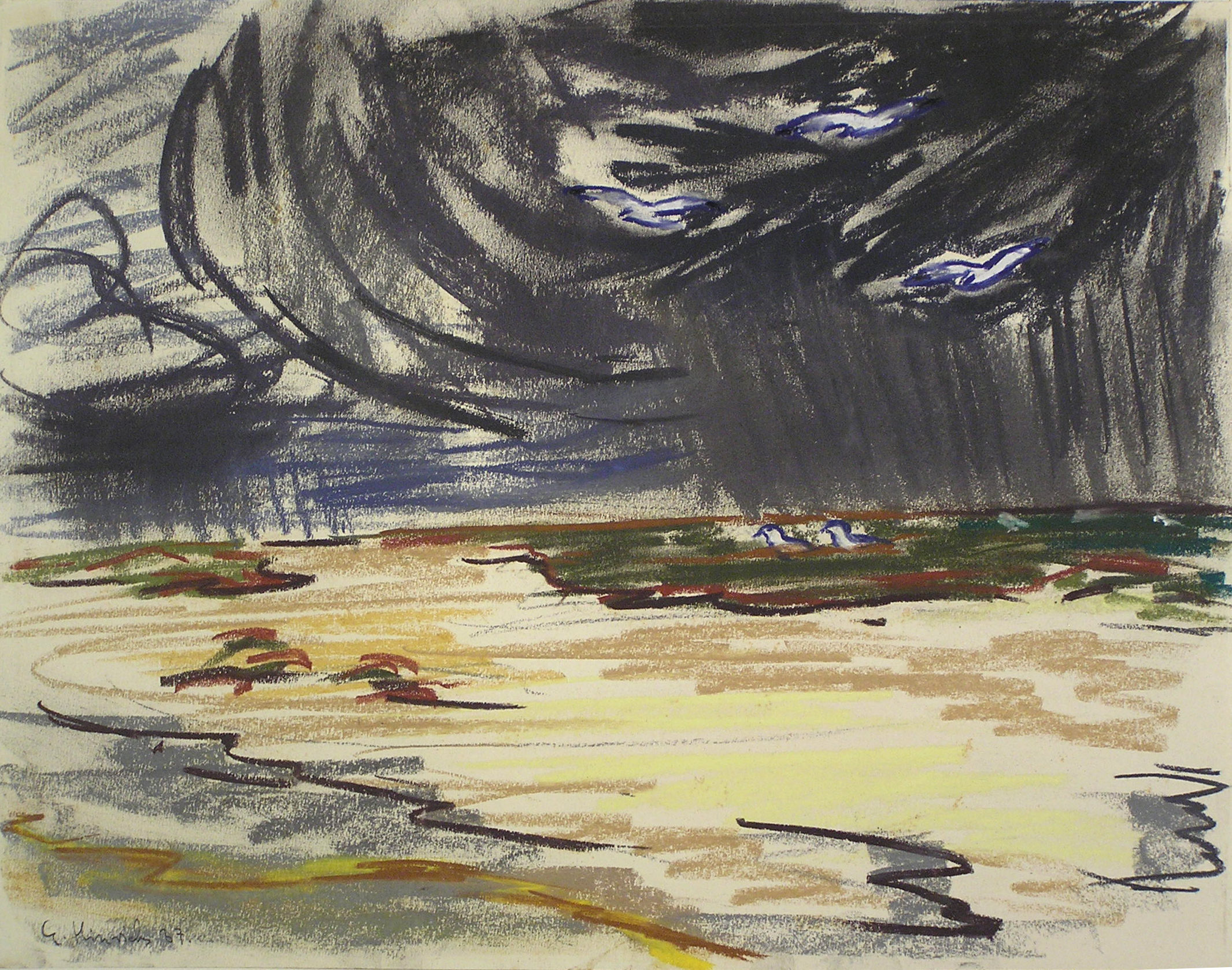
Schwarze Wolke und Möwen, Farbkreide, 1937

## Ausstellungen
Ausstellungen und Ausstellungsbeteiligungen in München, Hamburg, Berlin, Kiel, Liegnitz, Lübeck, Wilhelmshaven, Flensburg, Bremen, Münster, Speyer, Bielefeld, Braunschweig, Rendsburg und Schleswig.

## Nachlass
Teile seines Nachlasses werden im Schleswig-Holsteinischen Landesmuseum in Schloss Gottorf aufbewahrt. Der übrige Nachlass befindet sich im Besitz von Familienangehörigen sowie von Privatleuten und verschiedenen Institutionen:
- Schleswig-Holsteinisches Landesmuseum
- Stadt Schleswig
- Stadt Rendsburg
- Kunsthalle zu Kiel
- Museum Witten/Ruhr
- Hotel Waldschlösschen, Schleswig
- Waldorfschulen im Bundesgebiet
- Privatleute in Berlin, Hamburg, New York etc.